# Votuporanga (kommun)
Votuporanga är en kommun i Brasilien.   Den ligger i delstaten São Paulo, i den södra delen av landet, 600 km söder om huvudstaden Brasília. Antalet invånare är 84 728.
Följande samhällen finns i Votuporanga:
- Votuporanga

Omgivningarna runt Votuporanga är en mosaik av jordbruksmark och naturlig växtlighet. Runt Votuporanga är det glesbefolkat, med 16 invånare per kvadratkilometer.